# Jett Vega
Jett Vega (Nemanja Leković) je srpski muzički izvođač, kompozitor i producent. Jedan je od učesnika festivala Pesma za Evroviziju ’25, gde se takmiči sa pesmom Rolerkoster.

## Karijera i obrazovanje
Jett Vega je diplomirao na Fakultetu dramskih umetnosti, odsek za filmsku i televizijsku produkciju. Završio je Treću beogradsku gimnaziju i muzičku školu Josip Slavenski. Pored pevanja, svira klavir, piše tekstove i komponuje muziku.
Ljubav prema muzici nasledio je od svoje porodice, iako se profesionalno profilisao kao video producent. Radio je na velikom broju domaćih i stranih reklama, muzičkih spotova i filmova.

## Muzička karijera
Pored pevanja i komponovanja izdao je nekoliko EDM pesama za muzičku izdavačku kuću NEW LANDSCAPE MUSIC iz Amsterdama.  

## PesmaRolerkoster
Rolerkoster je pesma koja se svojim elementima uklapa u stil svetskog, univerzalnog popa. Kombinacijom sintisajzera, modernih efekata i kreativno postavljenih vokala, podseća na žanrove elektronskog i sint popa, dok gitarski solo donosi elemente roka. Dinamičan aranžman oslikava uspone i padove života, što naziv pesme i sugeriše.
Autori pesme su:
- Muzika: Maya Lavelle
- Tekst: Maya Lavelle, Zoran Leković i Nena Leković
- Aranžman: Andre Blanco, Benny Thol, Maya Lavelle, Andrija Lazarević

Pesma Rolerkoster je dostupna na zvaničnom YouTube kanalu.